# A Love Letter to You
A Love Letter to You – debiutancki komercyjny mixtape amerykańskiego rapera i piosenkarza Trippiego Redda. Został wydany 26 maja 2017 roku przez TenThousand Projects i Caroline Distribution. Składa się z 12 piosenek. Album osiągnął 64. miejsce na liście Billboard 200.

## Promocja
Główny singel z albumu, zatytułowany „Love Scars”, miał premierę 24 listopada 2016 roku na SoundCloud. Piosenka została później wydana na iTunes.

## Odbiór
A Love Letter to You zyskało uznanie krytyków, którzy chwalili jego harmonijne wykonanie i różnorodność.

## Sprzedaż
A Love Letter to You osiągnęło numer 64 na liście Billboard 200 i numer 32 na Top R&B/Hip-Hop Albums. W marcu 2018 r. mixtape sprzedał się prawie w ilości 300 000 sztuk. 20 czerwca 2019 r. mixtape otrzymał certyfikat platynowej płyty od RIAA za łączną sprzedaż w liczbie ponad 1 000 000 sztuk w Stanach Zjednoczonych.

## Lista utworów
Opracowano na podstawie materiału źródłowego.
1. „Love Scars” – 2:23
2. „Love Scars, Pt. 2 / Rack City” (gościnnie: Chris King i Forever Anti Pop) – 2:35
3. „Romeo & Juliet” – 3:28
4. „Deeply Scarred” (gościnnie: UnoTheActivist) – 3:20
5. „Blade of Woe” (gościnnie: Famous Dex) – 3:08
6. „It Takes Time” – 4:42
7. „Poles 1469” (gościnnie: 6ix9ine) – 2:29
8. „No Smoke No Smoke 1400 B.C. / Sauce" (gościnnie: Pachino) – 2:27
9. „Stoves On 14th”(gościnnie: Black Jezuss) – 2:20
10. „Limitless” (gościnnie: Lil Tracy i Rocket Da Goon) – 4:00
11. „Can You Rap Like Me?” – 2:42
12. „Never Ever Land” – 2:26

## Pozycje na listach
| Lista (2017–18)                        | Pozycja |
| -------------------------------------- | ------- |
| USA Billboard 200                      | 64      |
| USA Top R&B/Hip-Hop Albums (Billboard) | 32      |

| Lista (2018)                           | Pozycja |
| -------------------------------------- | ------- |
| USA Billboard 200                      | 164     |
| USA Top R&B/Hip-Hop Albums (Billboard) | 76      |

## Certyfikaty
| Kraj                     | Certyfikat | Ilość sprzedanych kopii |
| ------------------------ | ---------- | ----------------------- |
| Stany Zjednoczone (RIAA) | Platyna    | 1 000 000               |